# Pallina (sport)
La pallina o balina in lingua veneta è uno sport di squadra sferistico praticato in Italia.

## Storia
Questa specialità è originaria del Veneto dove i cittadini locali idearono tale gioco derivato da quello della pallapugno appreso dalle truppe piemontesi durante le guerre di indipendenza italiane. Oggi la pallina si gioca pure nelle zone di Mantova e Brescia comunque ha il suo centro essenziale nel comune di Valeggio sul Mincio e precisamente in un campo di gioco della NOI Associazione ossia Nuovi Oratori Italiani nella parrocchia di Santa Lucia ai monti: difatti qui ha un largo séguito di appassionati dal tempo della crisi energetica del 1973. Ogni domenica mattina una notevole schiera di tifosi si ritrova per incitare i giocatori che si sfidano.

## Regolamento
Ogni squadra può esser composta da 4, 5 o 6 giocatori che si contrappongono ad altrettanti atleti su un campo a forma rettangolare di circa 9 m in larghezza e 36 m in lunghezza. Essendo una disciplina praticata su pubbliche strade, uno dei due lati lunghi può essere costituito da un caseggiato o da un muro. La palla, che dev'essere colpita a mano nuda, è in gomma e alquanto piccola pesando meno di mezzo etto. Le varianti possibili sono:
- a due cacce
- a cordino, che si chiama così poiché sulla linea di metà campo viene tesa una corda con una piccola rete.

Tutte le altre regole son simili a quelle di pallapugno.